# ElPozo Murcia
ElPozo Murcia Fútbol Sala é uma equipa espanhola de futsal com sede na cidade de Múrcia. O clube participa da División de Honor, primeira divisão da Liga Nacional de Fútbol Sala, e é um dos clubes mais bem sucedidos do futsal espanhol.
O clube foi fundado em 1989 com o apoio da empresa de produtos alimentícios ElPozo, que se mantém como patrocinador até hoje. Nesse ano comprou os direitos do Cruz Joyita na Liga Nacional de Fútbol Sala, equipe que também é de Múrcia que já havia patrocinado no passado. Em toda sua história o ElPozo Murcia ganhou cinco títulos da Liga Nacional e seis Taças da Espanha, e também uma Taça das Taças na temporada 2003/04 (competição organizada pela LNFS e não reconhecida pela UEFA. Atingiu a final da UEFA Futsal Champions League por duas vezes, em 2008 e 2020 tendo perdido ambas.

## Troféus
- 5 Ligas Nacionais de Fútbol Sala: 1993–94, 2005–06, 2006–07, 2008–09, 2009–10
- 2 Taças do Rei: 2015–16, 2016–17
- 6 Supertaças de Espanha: 1995, 2006, 2009, 2012, 2014, 2016
- 4 Taças de Espanha (LNFS): 1995, 2003, 2008, 2010
- UEFA Futsal Champions League: 
  - 2 Vice-Campeão - 	2007–08, 2019–20